# جيم هايندمان
جيم هايندمان (بالإنجليزية: Jim Hyndman)‏ هو لاعب كرة قاعدة أمريكي، ولد في 9 يوليو 1866 في هاميلتون في كندا، وتوفي في 16 يناير 1934 في ألاموسا في الولايات المتحدة.

## وصلات خارجية
- جيم هايندمان على موقعبيزبول رفرنس.كوم (الدوري الرئيسي) (الإنجليزية)
- جيم هايندمان على موقعبيزبول رفرنس.كوم (الدوري الثانوي) (الإنجليزية)